# 쥘리에트 마이니엘
쥘리에트 마이니엘(Juliette Mayniel, 1936년 1월 22일~2023년 7월 21일)은 프랑스의 배우이다.

## 출연 작품
- 프로세네티(1976)
- 푸른 수염(1962)
- 더 페어(1960)
- 얼굴없는 눈(1960)
- 페쇠르 디아일랜드(1959)
- 사촌들(1959)